# Monotoma inseriata
Monotoma inseriata is een keversoort uit de familie kerkhofkevers (Monotomidae). De wetenschappelijke naam van de soort werd in 1901 gepubliceerd door Edmund Reitter.